# Герб Сабугала
Ге́рб Сабуга́ла — офіційний символ міста Сабугал, Португалія. Використовується як територіальний герб. У червоному щиті срібний замок з трьома баштами, червоними вікнами і брамою. Обабіч нього дві зелені бузини зі срібними квітами. Замок і дерева стоять на землі натурального кольору, перетятій срібною хвилястою річкою з синіми хвилями. У главі щита два золоті ключі навхрест. Щит увінчує срібна мурована міська корона з п'ятьма вежами.  Під щитом біла стрічка, на якій великими літерами напис португальською: «Sabugal» (Сабугал).  Офіційно затверджений 29 квітня 2005 року. Створений на основі попереднього містечкового герба, ухваленого 13 березня 1964 року. 

## Галерея

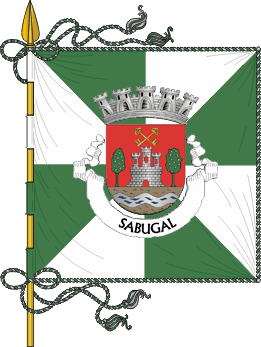
Прапор
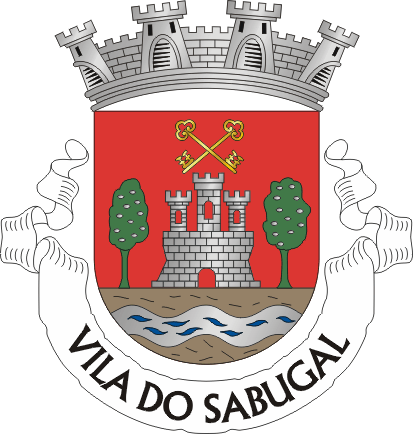
Герб (1964)
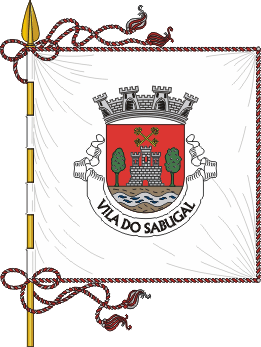
Прапор (1964)